# Franco d'Urso
Franco d'Urso (Catania, 27 gennaio 1900 – Cagliari, 30 agosto 1989) è stato un pittore italiano.

## Biografia
A quattordici anni scappa da Catania ed aiutato dal nonno, frequenta a Roma l'Accademia dell'Arti. Interrompe gli studi a causa dello scoppio della prima guerra mondiale. Parte volontario per il fronte nel 1917 e dopo il congedo finisce la scuola dove prende il diploma nel 1919. Inizia a frequentare l'ambiente dei pittori di via Margutta di cui farà parte insieme a Guttuso, Manzù ecc. Rimane nella capitale fino al 1960, lavorando come mosaicista in tutta Italia. Si trasferisce quindi a Cagliari dove continua il lavoro musivo e come pittore nel suo piccolo studio in piazza Martiri 9. Persona che si dedicò completamente all'arte facendo una vita monacale. Contro qualsiasi tipo di pubblicità, vendeva i suoi quadri direttamente nel suo studio. Dedica lezioni di disegno e pittura.
Muore nel 1989.

## Opere d'arte
- Mosaici su pannelli - Chiesa di San Nicola (Cosenza):
  - Cristo risorto che consegna a Pietro le chiavi.
  - la Deposizione di Gesù dalla croce.
- Mosaici su pannelli - Sede della Banca d'Italia di Napoli in Piazza Plebiscito - 1956
- Mosaici - Chiesa di San Francesco d'Assisi (Cagliari) - 1962:
  - Sacro Cuore di Gesù,
- Chiesa di Don Bosco, Roma
- Chiesa di San Giuseppe Calasanzio (Milano)
  - San Giuseppe Calasanzio circondato dai fanciulli (su disegno di Baccio Maria Bacci
- Cupola della Chiesa dei Frati Minori, Roma
- Hotel Mediterraneo, Via Nazionale, Roma
- Chiesa di S. Barbara, S. Vito, Cagliari
- Chiesa della Natività, Via Gallia, Roma
  - Maria madre della Chiesa,
  - la Santissima Trinità,
  - scene della Vita di san Francesco.
- Decorazione dell'abside semicircolare con mosaici - Chiesa di Santa Rosalia (Cagliari).
- Chiesa sant'Ignazio di Antiochia, Roma, quartiere statuario

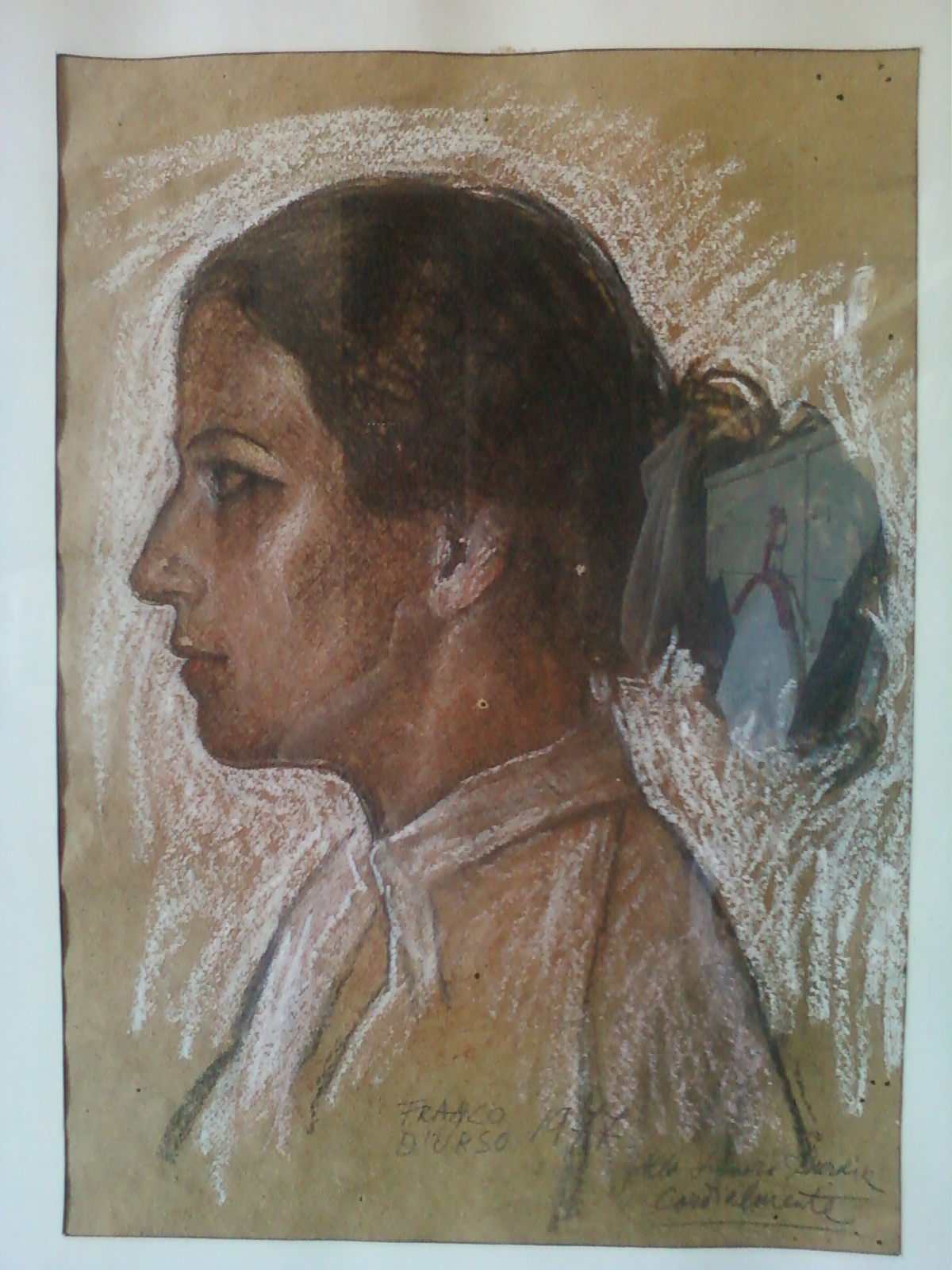
Franco D'Urso ritrae Aurelia Caredda su carta da pescivendolo - gesso, carboncino e sanguigna - 1977